# Bersaglieri milanesi
I  Bersaglieri milanesi (anche detti Carabinieri milanesi) fu un'unità militare del Risorgimento.

## Storia
Fu formata a Milano nel 1862, con i soci della locale Società di tiro a segno, in previsione di una guerra contro l'Austria, chiamati carabinieri, in quanto armati di carabina. Arrivò alla consistenza di una compagnia di circa 200 volontari .
Nel 1866 con lo scoppio della terza guerra di indipendenza, risposero all'appello di Garibaldi e, forti di quattro compagnie, furono inquadrati nel 2º Battaglione Bersaglieri, comandato dal maggiore Nicostrato Castellini del Corpo Volontari Italiani. Combatterono valorosamente nella  battaglia di Ponte Caffaro e nella battaglia di Vezza d'Oglio, ove il maggiore Castellini cadde in combattimento e fu sostituito dal capitano Antonio Oliva. Non portavano il cappello piumato dei bersaglieri, ma un berretto con visiera.